# 短柄半边莲
短柄半边莲（学名：Lobelia alsinoides）为桔梗科半边莲属下的一个种。